# Awá (Guajá)
Die Awá, auch Awá-Guajá oder nur Guajá, sind eine Ethnie in Brasilien. Ihre Heimat liegt in den Wäldern des östlichen Amazonasgebietes. Häufig werden sie als Brasiliens letztes wirklich nomadisches Volk bezeichnet. 2014 wurde die Zahl von 468 Awá durch SIASI/SESAI genannt. Einige Awá sind unkontaktiert (isolado). Teilweise leben sie in kleinen Familienzusammenschlüssen zusammen, die sich in den wenigen verbliebenen Teilen von Maranhãos Wäldern außerhalb rechtlich geschützter Gebiete verstecken. Etwa 60 Awá leben im Schutzgebiet Araribóia, welches jedoch von Holzfällern bedroht wird, die sich illegal in dem Gebiet aufhalten.
Um ca. 1800 gaben sie ihre Sesshaftigkeit für ein nomadisches Leben auf, um den gewaltsamen Angriffen europäischer Eindringlinge zu entgehen. Die Awá versorgen sich durch Jagen und Sammeln selbst. Diejenigen, die noch nomadisch leben, sind äußerst mobil, da sie in Zusammenschlüssen von nicht mehr als 20–30 Menschen organisiert sind. Wenn sie reisen, bewahren sie sorgfältig die Glut ihres Feuers, um es an ihrem neuen Platz wieder zu entzünden. Seit nunmehr 15 Jahren leben sie größtenteils in von der Regierung eingerichteten Reservaten.

## Problem
In den letzten 100 Jahren soll es immer wieder zu Konflikten bis hin zu Ausrottungsversuchen durch lokale Viehzüchter und Siedler gekommen sein. Abgesehen von den körperlichen Folgen der teils gewalttätigen Auseinandersetzungen könnten viele Awá unter psychologischen Spätfolgen bis hin zu Traumata leiden. Bis heute ist das Gebiet der Awá gefährdet und es droht die Gefahr der vollständigen Auslöschung ihres Stammes.
In den 1970er Jahren kam es zum Bau einer Eisenmine und einer Bahnlinie in der von den Awá bewohnten Region. Das verursachte einen großen Zustrom von Siedlern, die in Kontakt mit Mitgliedern dieser indigenen Gemeinschaft kamen. Gemäß der Menschenrechtsorganisation Survival International starben während dieser Periode mehr als zwei Drittel der Awá, die mit Arbeitern in Berührung kamen.
Im Jahr 2009 erklärte die Nichtregierungsorganisation Survival International, dass die brasilianische Regierung das Recht der Awá auf ihr Gebiet im Staat Maranhão zwar anerkenne, aber bisher nicht die notwendigen Maßnahmen getroffen habe, um ihnen Schutz zu gewähren. Ein FUNAI-Mitarbeiter erklärte im brasilianischen Sender Globo TV, dass die Awá ausgelöscht werden würden, sollten die Behörden nicht unverzüglich eingreifen. Etwa 60 bis 100 Awá leben noch unkontaktiert im Regenwald. Der Regenwald im Gebiet der Awá wurde seit 1985 bereits zu 31 Prozent abgeholzt. Die in den letzten zwei Jahrzehnten sehr stark zugenommene Abholzung findet nun auch in der Nähe von jenen Orten statt, in denen die unkontaktierten Awá leben.